# Schlierach
Schlierach er en biflod fra højre til Mangfall i Oberbayern i den tyske delstat Bayern.
Schlierach har sit udspring i søen Schliersee i den lille by med samme navn og løber mod nord forbi Hausham, Agatharied og Miesbach indtil den efter 45,72 km munder ud i Mangfall. Den har et afvandingsområde på 73,4 km², hvori der er en gennemsnitlig årlig nedbør på ca. 1.300 mm.
47°46′20″N 11°49′23″Ø / 47.77222°N 11.82306°Ø